# Třída Benjamin Franklin
Třída Benjamin Franklin byla třída raketonosných ponorek námořnictva Spojených států amerických s jaderným pohonem z éry studené války. V letech 1963–1967 bylo postaveno celkem dvanáct ponorek této třídy. Američané je provozovali v letech 1965–2002. Vyřazovány byly počínaje rokem 1992. Jako poslední byla v roce 2002 vyřazena Kamehameha. Po vyřazení byly odeslány do recyklačního programu k sešrotování.

## Stavba
Celkem bylo postaveno dvanáct ponorek této třídy. Do jejich stavby se zapojily loděnice General Dynamics Electric Boat v Grotonu ve státě Connecticut, Newport News Shipbuilding v Newport News ve Virginii a Mare Island Naval Shipyard ve Vallejo v Kalifornii. Do služby byly přijaty v letech 1965–1967.
Jednotky třídy Benjamin Franklin:
| Jméno                                   | Loděnice                       | Založení kýlu      | Spuštěna           | Vstup do služby   | Status        |
| --------------------------------------- | ------------------------------ | ------------------ | ------------------ | ----------------- | ------------- |
| USS Benjamin Franklin (SSBN-640)        | General Dynamics Electric Boat | 17. dubna 1963     | 22. srpna 1964     | 29. října 1965    | vyřazena      |
| USS Simon Bolivar (SSBN-641)            | Newport News Shipbuilding      | 17. dubna 1963     | 22. srpna 1964     | 29. října 1965    | vyřazena      |
| USS Kamehameha (SSBN-642)               | Mare Island Naval Shipyard     | 2. května 1963     | 16. ledna 1965     | 10. prosince 1965 | vyřazena 2002 |
| USS George Bancroft (SSBN-643)          | General Dynamics Electric Boat | 24. srpna 1963     | 5. prosince 1964   | 22. ledna 1966    | vyřazena      |
| USS Lewis and Clark (SSBN-644)          | Newport News Shipbuilding      | 29. července 1963  | 21. listopadu 1964 | 22. prosince 1965 | vyřazena      |
| USS James K. Polk (SSBN-645)            | General Dynamics Electric Boat | 23. listopadu 1963 | 22. května 1965    | 16. dubna 1966    | vyřazena 1999 |
| USS George C. Marshall (SSBN-654)       | Newport News Shipbuilding      | 2. března 1964     | 31. května 1965    | 29. dubna 1966    | vyřazena      |
| USS Henry L. Stimson (SSBN-655)         | General Dynamics Electric Boat | 4. dubna 1964      | 13. listopadu 1965 | 20. srpna 1966    | vyřazena      |
| USS George Washington Carver (SSBN-656) | Newport News Shipbuilding      | 24. srpna 1964     | 14. srpna 1965     | 15. června 1966   | vyřazena      |
| USS Francis Scott Key (SSBN-657)        | General Dynamics Electric Boat | 5. prosince 1964   | 23. dubna 1966     | 3. prosince 1966  | vyřazena      |
| USS Mariano G. Vallejo (SSBN-658)       | Mare Island Naval Shipyard     | 7. července 1964   | 23. října 1965     | 16. prosince 1966 | vyřazena      |
| USS Will Rogers (SSBN-659)              | General Dynamics Electric Boat | 20. března 1965    | 21. července 1966  | 1. dubna 1967     | vyřazena      |

## Konstrukce

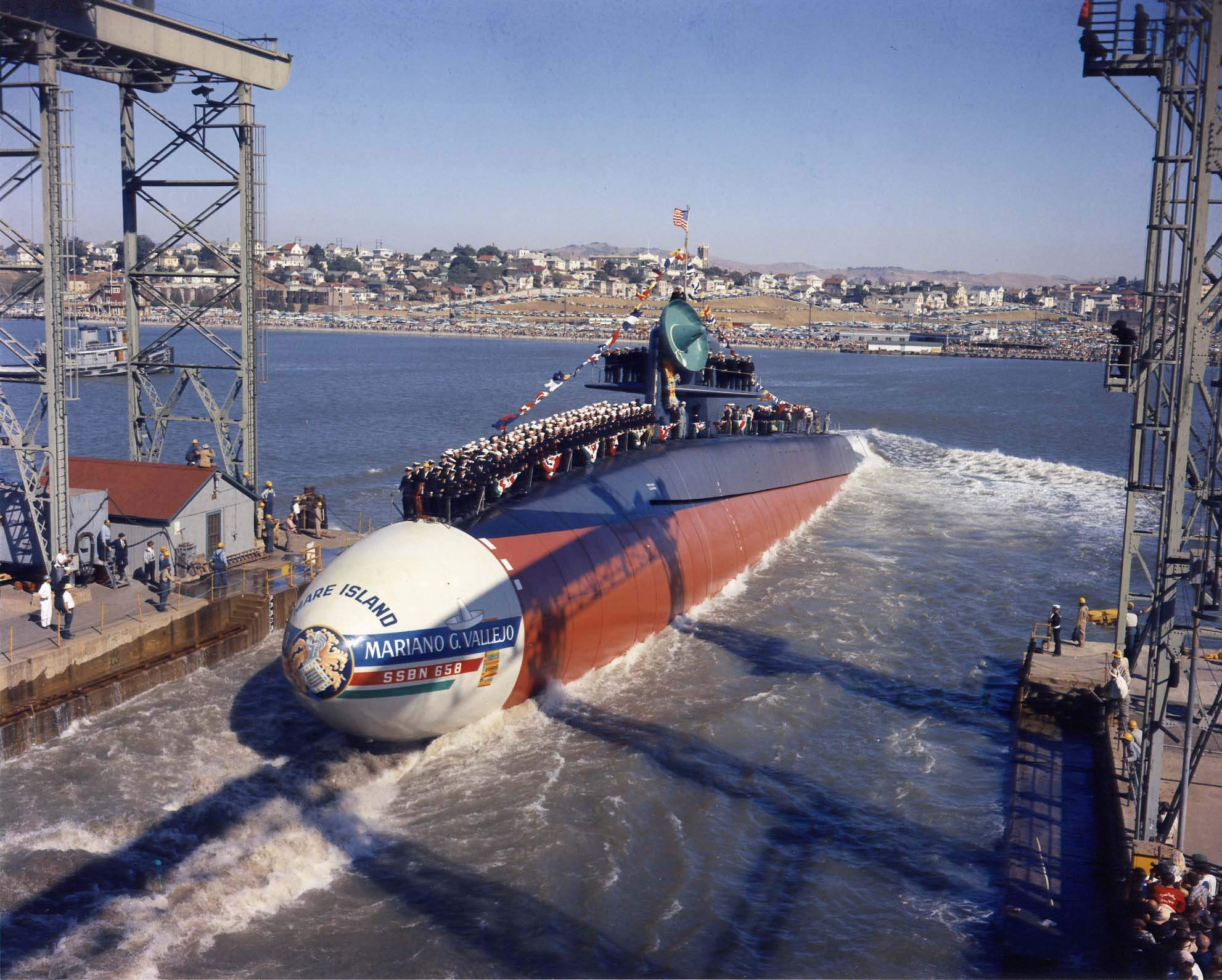
USS Mariano G. Vallejo při spuštění na vodu

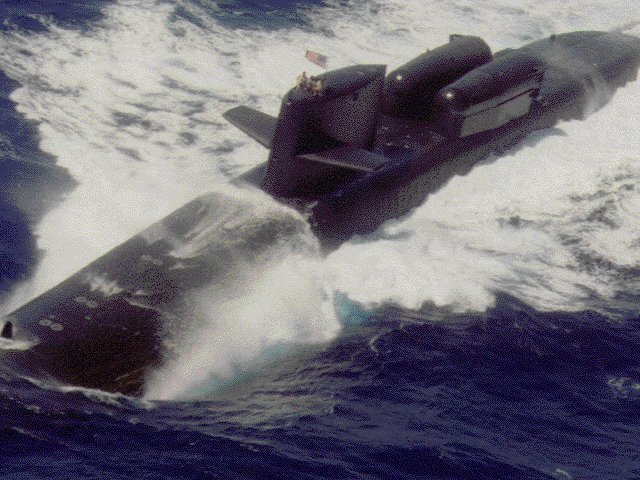
USS Kamehameha nesoucí dvě zařízení Dry Deck Shelter

Od třídy Lafayette se lišily složením elektroniky a tišším chodem. Výzbroj představovaly čtyři příďové 533mm torpédomety. Ve dvou řadách po osmi silech bylo za velitelskou věží ponorky umístěno šestnáct balistických raket Polaris A-3. Během služby je nahradily rakety Poseidon C-3. Šest lodí — Benjamin Franklin, Simon Bolivar, George Bancroft, Henry L. Stimson, Francis Scott Key a Mariano G. Vallejo — bylo později upraveno pro nesení balistických raket Trident I. Pohonný systém tvořil jaderný reaktor typu S5W a dvě turbíny. Lodní šroub byl jeden. Nejvyšší rychlost ponorky byla 18 uzlů na hladině a 25 uzlů pod hladinou.

### Modifikace
V první polovině 90. let byly ponorky Kamehameha a James K. Polk přestavěny na útočné ponorky schopné provádět výsadky speciálních jednotek NAVY SEAL. Poté již nenesly balistické střely, ale naopak na ně byla instalována dvě zařízení Dry Deck Shelter. Tyto dvě ponorky zůstaly ve službě ze všech nejdéle. James K. Polk byl vyřazen v roce 1999 a Kamehameha v roce 2002.